# Máy bay tuần tra hàng hải

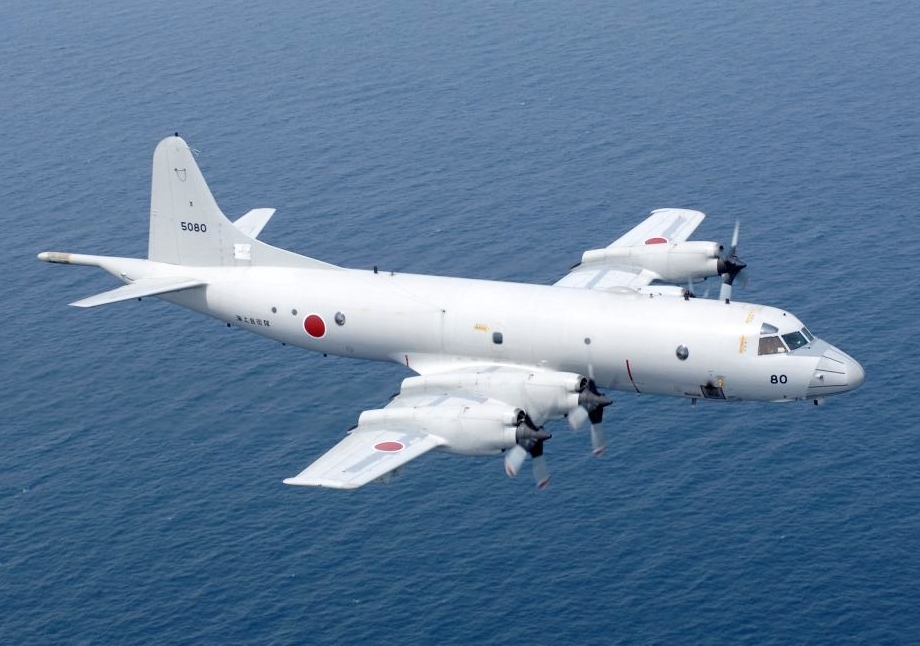
Một chiếc P-3C của Lực lượng Phòng vệ Biển Nhật Bản

Máy bay tuần tra hàng hải, còn được gọi là máy bay tuần tra, máy bay trinh sát hàng hải, máy bay giám sát hàng hải, hoặc theo cách gọi trước đây của Mỹ là máy bay ném bom tuần tra, là một loại máy bay cánh cố định được thiết kế để hoạt động trên mặt nước trong thời gian dài với vai trò tuần tra hàng hải, kiểm soát các tuyến đường biển - đặc biệt là thực hiện tác chiến chống tàu ngầm (ASW), tác chiến chống tàu mặt nước (AShW) và tìm kiếm cứu nạn (SAR).
So với các phương tiện thiết bị giám sát hàng hải khác như vệ tinh, tàu mặt nước, máy bay không người lái (UAV) và trực thăng, thì máy bay tuần tra hàng hải là một phương tiện rất quan trọng. Để chống lại các tàu ngầm, các máy bay tuần tra hàng hải thường có khả năng bay trong thời gian dài ở độ cao thấp đồng thời mang theo phao sonar và ngư lôi có thể kích hoạt từ trên không.

## Lịch sử

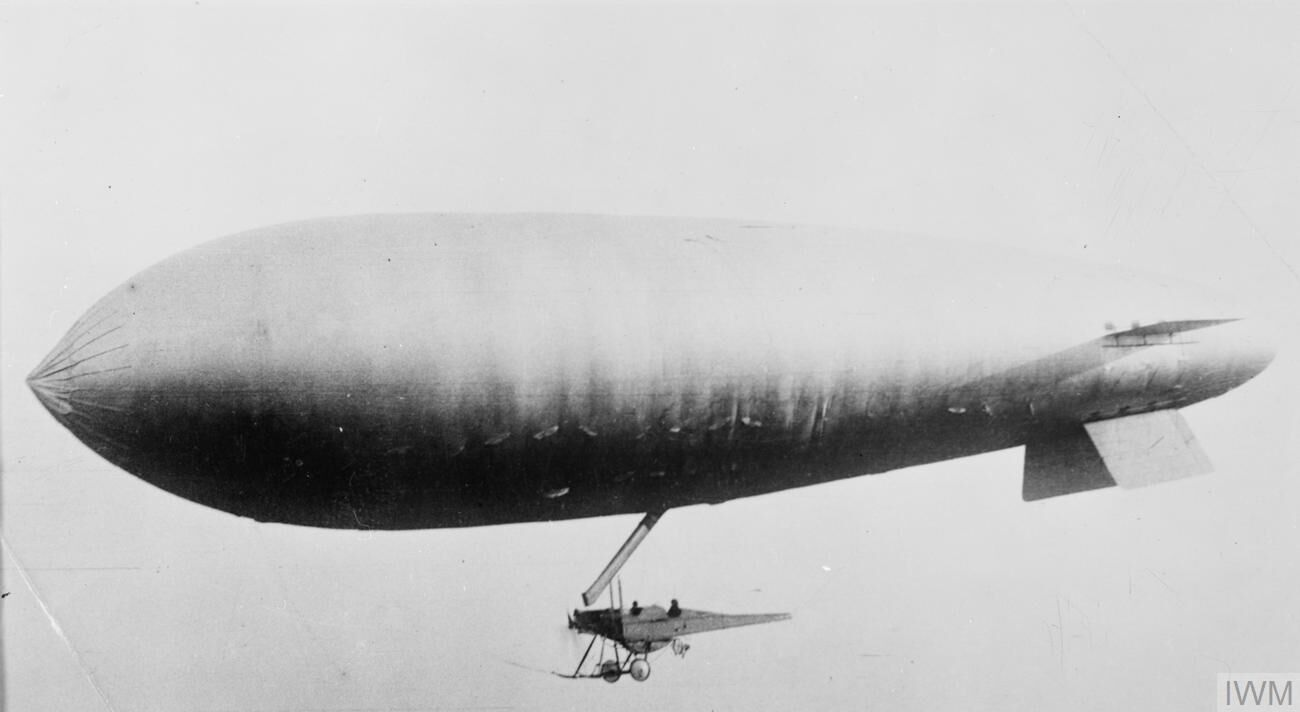
Khinh khí cầu lớp SS

### Chiến tranh thế giới thứ nhất
Máy bay đầu tiên mà ngày nay xác định là máy bay tuần tra hàng hải đã được Cơ quan Không quân Hải quân Hoàng gia Anh và Hàng không Hải quân Pháp sử dụng trong chiến tranh thế giới thứ nhất, chủ yếu là để tuần tra chống tàu ngầm. Pháp, Ý và Áo-Hungary sử dụng số lượng lớn máy bay tuần tra cỡ nhỏ để triển khai ở Địa Trung Hải, biển Adriatic và các khu vực ven biển khác, trong khi Đức và Anh chủ yếu chiến đấu ở biển Bắc. Thời kỳ đầu, khinh khí cầu không có cấu trúc khung cứng và tàu bay Zeppelin là những phương tiện bay duy nhất có khả năng bay tuần tra liên tục trong hơn 10 giờ khi nó mang theo tải trọng hữu dụng, còn đối với các chuyến tuần tra tầm ngắn sẽ do các máy bay mặt đất như Sopwith 1½ Strutter đảm nhiệm. Một số khinh khí cầu tuần tra chuyên dụng cũng đã được chế tạo, đặc biệt là bởi người Anh, trong đó có khinh khí cầu lớp SS với 158 chiếc được chế tạo bao gồm cả các kiểu phụ.
Khi xung đột quân sự vẫn tiếp diễn, nhiều loại máy bay được phát triển đặc biệt cho vai trò tuần tra hàng hải, từ các tàu bay cỡ nhỏ như FBA Type C, đến thủy phi cơ cỡ lớn như Short Type 184, hoặc tàu bay lớn như Felixstowe F.3. Nhiều phiên bản của chiếc Felixstowe đã phục vụ trong Không quân Hoàng gia Anh đến giữa thập niên 1920, còn các phiên bản hoạt động trong Hải quân Hoa Kỳ được gọi là Curtiss F5L và Naval Aircraft Factory PN hoạt động trong biên chế cho đến năm 1938. Trong chiến tranh, nhà thiết kế máy bay Claude Dornier đi tiên phong trong việc chế tạo cấu trúc máy bay bằng nhôm khi làm việc cho công ty Luftschiffbau Zeppelin, và ông đã chế tạo bốn chiếc tàu bay tuần tra cỡ lớn, chiếc cuối cùng tên là Zeppelin-Lindau Rs.IV, việc sử dụng nhôm cho cấu trúc máy bay dần được ứng dụng rộng rãi, dẫn đến thay thế thân làm bằng gỗ kết hợp kim loại, ví dụ như chiếc Short Singapore. Sự thành công của máy bay tuần tra tầm xa dẫn đến sự phát triển của các máy bay tiêm kích được thiết kế đặc biệt để đánh chặn chúng, ví dụ như Hansa-Brandenburg W.29.

### Chiến tranh thế giới thứ hai

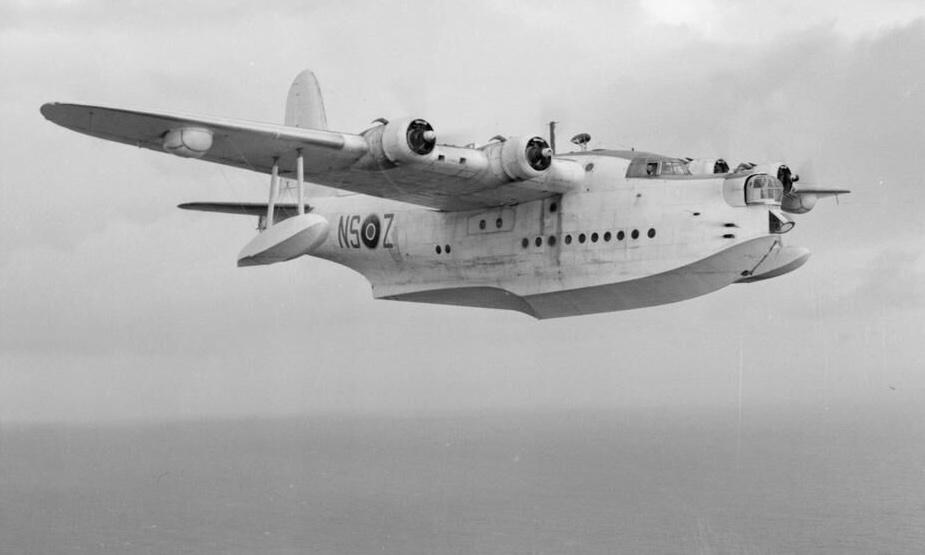
Tàu bay trinh sát hàng hải Short Sunderland của Anh

Nhiều máy bay tuần tra trong Thế chiến thứ hai được chuyển đổi/hoán cải từ máy bay ném bom hoặc máy bay dân dụng, chẳng hạn như chiếc Lockheed Hudson lúc ban đầu là Lockheed Model 14 Super Electra. Một số mẫu tuần tra có thiết kế hai tầng cánh đời cũ như Supermarine Stranraer bắt đầu được thay thế bằng máy bay một tầng cánh ngay trước khi chiến tranh nổ ra. Người Anh đã tận dụng các máy bay ném bom lỗi thời bằng cách sử dụng nó cho mục đích tuần tra hàng hải, ví dụ như chiếc Vickers Wellington và Armstrong Whitworth Whitley, trong khi Mỹ triển khai Douglas B-18 Bolo cho mục đích tương tự đến khi có máy bay khác tốt hơn thay thế. Hải quân Mỹ cũng sử dụng rộng rãi khinh khí cầu tuần tra, đặc biệt là ở những vùng có vĩ độ ấm và yên tĩnh của Biển Caribe, Bahamas, Bermuda, Vịnh Mexico, Puerto Rico, Trinidad, Açores.
Một số máy bay chuyên dụng cũng được đưa vào tham chiến, gồm có tàu bay hai động cơ Consolidated PBY Catalina do Mỹ sản xuất, và tàu bay bốn động cơ Short Sunderland của Anh. Tại mặt trận Thái Bình Dương, tàu bay Catalina dần bị thay thế bởi tàu bay tầm xa Martin PBM Mariner. Bên phía phe Trục có các tàu bay tầm xa Kawanishi H6K và Kawanishi H8K của Nhật Bản, còn Đức có tàu bay ba động cơ diesel Blohm & Voss BV 138 và máy bay dân dụng Focke-Wulf Fw 200 Condor đã hoán cải.
Khoảng trống giữa Đại Tây Dương, hay còn gọi là "Khoảng trống đen", được lắp khi Không quân Hoàng gia Anh, Không quân Hoàng gia Canada và Không lực Lục quân Hoa Kỳ sử dụng máy bay ném bom Consolidated B-24 Liberator có tầm bay rất xa vào thời điểm đó. B-24 cũng được sử dụng làm nền tảng phát triển cho PB4Y-2 Privateer, một biến thể tuần tra hàng hải chuyên dụng được Hải quân Mỹ sử dụng với số lượng lớn, và đưa vào tham chiến muộn ở mặt trận Thái Bình Dương.
Trong Thế chiến II, công nghệ quân sự thế giới có một số phát triển về radar Air-to-Surface Vessel (ASV) và phao sonar, giúp nâng cao khả năng tác chiến của máy bay trong việc tìm và tiêu diệt tàu ngầm, đặc biệt là vào ban đêm và thời tiết xấu. Một lĩnh vực tiến bộ khác là sử dụng màu sơn ngụy trang cho máy bay mang lại hiệu quả, dẫn đến áp dụng rộng rãi màu sơn trắng cho máy bay hoạt động ở Đại Tây Dương giúp tránh bị tàu ngầm U-boat đang nổi trên mặt nước phát hiện. Hải quân Mỹ đổi màu sơn từ xám-xanh dương nhạt phía trên và trắng phía dưới sang màu xanh dương đậm toàn thân do mối đe dọa ngày càng tăng từ lực lượng Nhật Bản vào ban đêm.

### Chiến tranh Lạnh
Trong những thập kỷ sau Chiến tranh thế giới thứ hai, các nhiệm vụ của máy bay tuần tra hàng hải được đảm nhận một phần bởi máy bay có nguồn gốc từ máy bay dân dụng. Chúng có tầm hoạt động và yếu tố hiệu suất tốt hơn hầu hết máy bay ném bom thời chiến. Các máy bay ném bom phản lực đời mới nhất của thập niên 1950 không đủ khả năng bay liên tục để tuần tra lâu dài trên mặt nước, và vận tốc tối thiểu của chúng vẫn quá nhanh, không đủ thấp để bay lượn cho hoạt động chống tàu ngầm. Mối đe dọa chủ yếu đối với hoạt động hàng hải của Tổ chức Hiệp ước Bắc Đại Tây Dương (NATO) trong suốt thập niên 1960, 1970, 1980 là tàu ngầm của Hải quân Liên Xô và Khối Warszawa. NATO đối phó bằng cách triển khai các hạm đội tàu chiến, máy bay tuần tra và hệ thống nghe lén dưới nước tinh vi. Hệ thống này trải dài trên một phần của Bắc Đại Tây Dương, bắt đầu từ Greenland đến Iceland, quần đảo Faroe, kết thúc tại Scotland ở Anh. Các căn cứ không quân NATO trong khu vực được trang bị máy bay tuần tra gồm có: Máy bay của Hải quân Mỹ và Canada đóng quân tại Greenland, Iceland và Newfoundland; máy bay của Anh đóng tại Scotland và Bắc Ireland; máy bay Na Uy, Hà Lan, Đức đóng quân trên đất nước của mình.

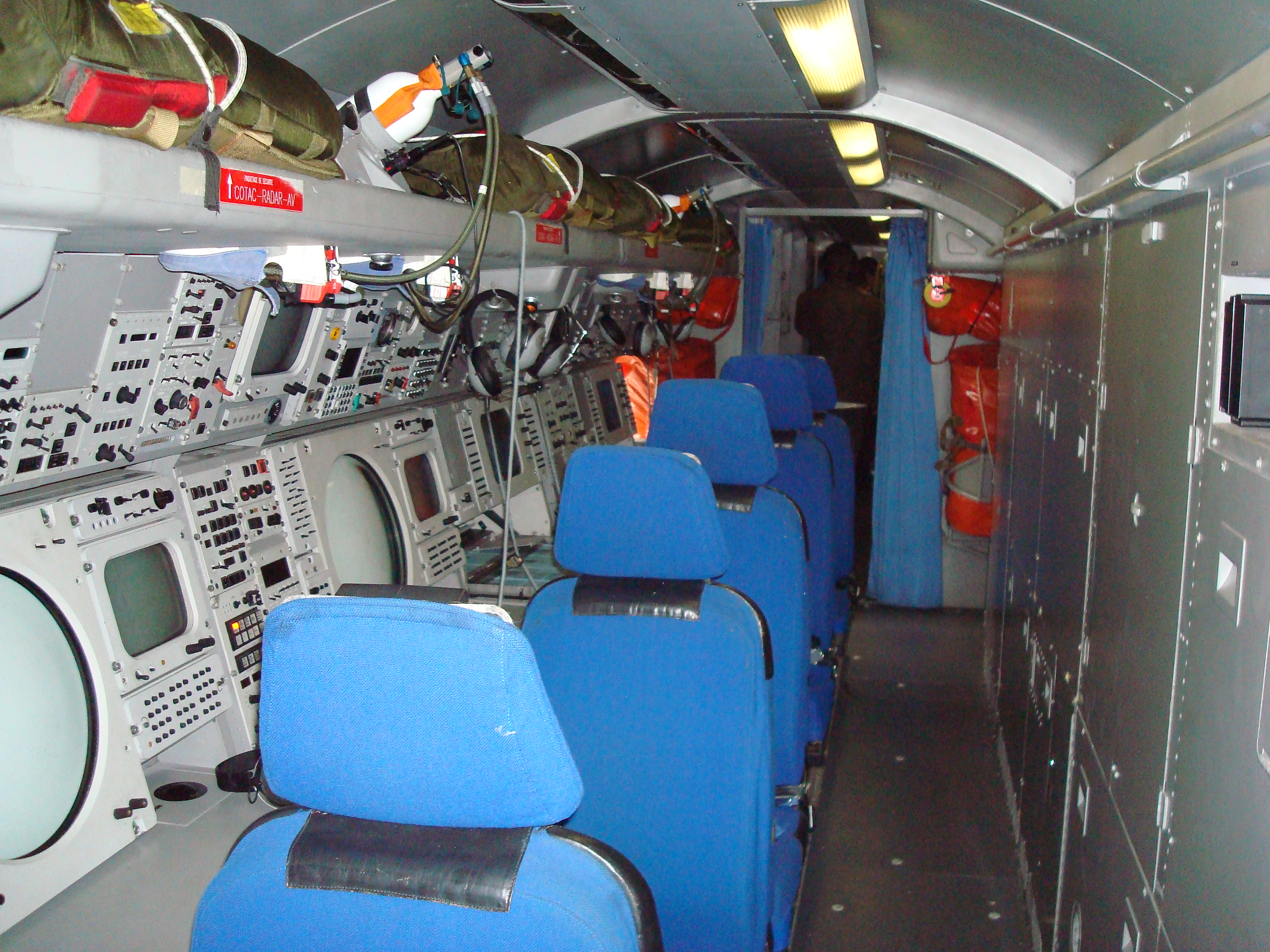
Hình chụp bên trong chiếc Breguet Atlantic của Hải quân Pháp

Cuối thập niên 1940, Không quân Anh trình làng Avro Shackleton – một loại máy bay tuần tra hàng hải chuyên dụng được phát triển từ máy bay ném bom Avro Lincoln và Avro Lancaster – để đối phó với sự mở rộng nhanh chóng của lực lượng tàu ngầm Hải quân Liên Xô. Một mẫu cải tiến của Shackleton là MR 3, được giới thiệu có nhiều cải tiến về cấu trúc, trang bị ngư lôi dẫn đường và bom chìm hạt nhân Mk 101 Lulu. Cuối thập niên 1960, Avro Shackleton trở nên lỗi thời và già cỗi, để thay thế, Anh cho ra mắt mẫu máy bay tuần tra dùng động cơ phản lực Hawker Siddeley Nimrod, một phiên bản mở rộng của máy bay chở khách De Havilland Comet. Đến thập niên 2000, Anh phát triển BAE Systems Nimrod MRA4 để thay thế Hawker Siddeley Nimrod MR2, nhưng dự án bị hủy bỏ và cuối cùng được thay bằng Boeing P-8 Poseidon.
Hải quân Mỹ từng sử dụng nhiều loại máy bay tuần tra, gồm có Lockheed P2V Neptune cất/hạ cánh trên đất liền và Grumman S-2 Tracker hoạt động trên tàu sân bay. Đến thập niên 1970, P2V được thay thế toàn bộ bằng Lockheed P-3 Orion, loại máy bay này vẫn được sử dụng cho đến đầu thế kỷ 21.
P-3 Orion có nguồn gốc từ máy bay chở khách Lockheed L-188 Electra của thập niên 1950, và được trang bị bốn động cơ tua-bin cánh quạt. Ngoài khả năng chống tàu ngầm và tìm kiếm cứu nạn, hầu hết P-3C đều được sửa đổi để mang tên lửa Harpoon và AGM-65 Maverick nhằm tấn công tàu mặt nước. Một số chiếc P-3 của Mỹ trước đây trang bị bom chìm hạt nhân Mk 101 cho mục đích chống ngầm, nhưng chúng đã bị loại khỏi kho vũ khí và bị tháo dỡ từ nhiều thập kỷ trước. Những quốc gia sản xuất P-3 gồm có Hoa Kỳ, Nhật Bản và Canada; các quốc gia sử dụng gồm Mỹ, Nhật Bản, Canada, Úc, Iran, Brazil, Đức, Hà Lan, New Zealand, Na Uy, Tây Ban Nha và Đài Loan. Phiên bản P-3 hoạt động trong quân đội Canada có tên là Lockheed CP-140 Aurora.
Vào thập niên 1960, để đáp lại việc NATO đưa ra Đề nghị mời thầu (RFP) cho mẫu máy bay tuần tra hàng hải mới, tập đoàn đa quốc gia do Pháp đứng đầu là Société d'Étude et de Construction de Breguet Atlantic (SECBAT) đã phát triển Breguet 1150 Atlantic. Các nước sử dụng loại máy bay này gồm Hải quân Pháp, Hải quân Đức, Không quân Ý, Hải quân Pakistan và Hải quân Hoàng gia Hà Lan. Đến thập niên 1980, một phiên bản nâng cấp của chiếc Atlantic là Atlantic Nouvelle Génération hay Atlantique 2 được giới thiệu ra công chúng, với thiết bị và hệ thống điện tử hàng không mới, bao gồm radar, bộ xử lý sonar, tháp camera hồng ngoại nhìn về phía trước (FLIR) và khả năng mang theo tên lửa chống hạm Exocet. Năm 2005, nhà sản xuất Dassault Aviation của Pháp quyết định ngừng tiếp thị chiếc Atlantic, và chuyển sang quảng bá biến thể tuần tra hàng hải của mẫu máy bay phản lực thương gia Dassault Falcon 900.
Nhật Bản cũng phát triển nhiều máy bay tuần tra đa năng trong giai đoạn Chiến tranh Lạnh. Tàu bay Shin Meiwa PS-1 được thiết kế để đáp ứng yêu cầu về nền tảng mới chống tàu ngầm. Phiên bản hiện đại hóa của PS-1 là ShinMaywa US-2 ra mắt vào đầu thế kỷ 21 để thay thế PS-1. Ngoài ra, Lực lượng Phòng vệ Biển Nhật Bản (JMSDF) còn giới thiệu Kawasaki P-1 vào thập niên 2010 để thay thế cho P-3C Orion.
Cả Không quân Hoàng gia Úc và Hải quân Hoàng gia Úc đều có đầy đủ máy bay tuần tra hàng hải thời hậu Thế chiến II thông qua việc sửa đổi phần thân máy bay ném bom Avro Lincoln. Tuy nhiên, Avro Lincoln sau đó sớm bị thay thế bằng P2V Neptune, và cuối cùng P2V bị thay bởi P-3C Orion, trở thành máy bay tuần tra duy nhất hoạt động trong quân đội Úc cho đến ngày nay.
Liên Xô đã phát triển máy bay tuần tra Ilyushin Il-38 từ một mẫu máy bay dân dụng. Tương tự, Không quân Hoàng gia Canada phát triển chiếc Canadair CP-107 Argus từ dòng máy bay chở khách của Anh là Bristol Britannia. Sau này, CP-107 Argus được thay thế bởi CP-140 Aurora có nguồn gốc từ Lockheed L-188 Electra.
Kể từ khi kết thúc Chiến tranh Lạnh, mối đe dọa về một cuộc tấn công tàu ngầm quy mô lớn là rất xa vời, do đó lực lượng không quân và hải quân của nhiều quốc gia đã thu hẹp phi đội máy bay tuần tra của mình. Những chiếc còn đang phục vụ trong biên chế vẫn được tiếp tục sử dụng để tìm kiếm cứu nạn, chống buôn lậu, chống cướp biển, chống đánh bắt trái phép sinh vật biển, bảo vệ vùng đặc quyền kinh tế và thực thi luật biển.

## Vũ khí trang bị và biện pháp đối kháng

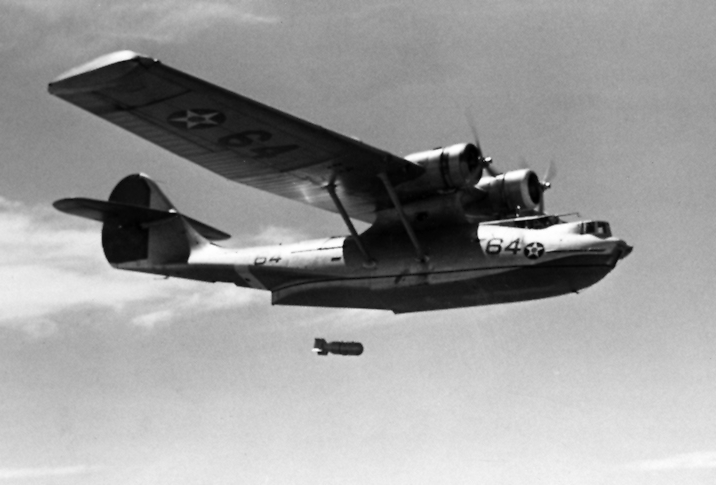
Consolidated PBY Catalina đang thả bom chìm

Máy bay tuần tra đầu tiên trên thế giới mang theo bom và súng máy. Giữa các cuộc chiến, người Anh đã thử nghiệm trang bị súng COW 37 mm trên máy bay tuần tra của họ. Trong Thế chiến II, bom chìm có thể được thiết lập để phát nổ ở những độ sâu cụ thể, và phát nổ khi ở gần các vật thể kim loại lớn, loại bom này sẽ thay thế bom chống tàu ngầm vốn chỉ phát nổ khi tiếp xúc trực tiếp với vỏ tàu ngầm. Máy bay tuần tra cũng mang theo vũ khí phòng thủ cần thiết khi tuần tra ở các khu vực gần lãnh thổ đối phương, ví dụ như các hoạt động của quân Đồng Minh ở vịnh Biscay nhắm vào các tàu ngầm U-boat đang xuất phát từ căn cứ của nó.
Sau thành công của quân Đồng Minh trong việc sử dụng máy bay tuần tra chống lại tàu ngầm U-boat, Đức đối phó bằng cách sử dụng U-flak (loại tàu ngầm trang bị nhiều vũ khí phòng không) để hộ tống tàu ngầm U-boat ra khỏi căn cứ, đồng thời khuyến khích các chỉ huy cho tàu ngầm nổi lên mặt nước để bắn trả máy bay tấn công thay vì cố gắng lặn xuống để trốn thoát. Tuy nhiên, U-flak chỉ tồn tại trong thời gian ngắn do các phi công phe Đồng Minh đã thay đổi chiến thuật. Việc trang bị cho tàu ngầm thiết bị cảnh báo radar và ống thở khiến nó khó bị phát hiện hơn.
Để chống lại máy bay tuần tra tầm xa của Đức nhắm vào các đoàn tàu buôn, Hải quân Anh đã giới thiệu "tàu CAM", một loại tàu buôn trang bị một máy bay tiêm kích có thể được phóng một lần duy nhất để giao chiến với máy bay địch. Về sau, các tàu sân bay hộ tống nhỏ có khả năng tác chiến bao phủ khắp các đại dương, và những căn cứ không quân trên đất liền ở Açores sẵn sàng chiến đấu vào giữa năm 1943.
Khi công nghệ dần tiến bộ, bom chìm được gắn thêm vào ngư lôi âm thanh có thể phát hiện, đuổi theo và sau đó phát nổ phá hủy tàu ngầm đối phương. Hải quân Mỹ bắt đầu triển khai mìn Mark 24 vào năm 1943, nó đã đánh chìm 37 tàu ngầm của phe Trục trong chiến tranh.
Thời kỳ Chiến tranh Lạnh chứng kiến sự ra đời của bom chìm hạt nhân - một loại bom chìm mang đầu đạn hạt nhân, giúp nâng cao khả năng tiêu diệt tàu ngầm lên mức gần như chắc chắn miễn là có xảy ra vụ nổ.
Máy bay tuần tra có tải trọng lớn giúp nó mang theo được nhiều loại vũ khí khác nhau. Lockheed P-3 Orion có các giá treo dưới cánh để trang bị nhiều loại vũ khí phổ biến của Mỹ, bao gồm tên lửa chống hạm AGM-84 Harpoon, tên lửa không đối đất AGM-65 Maverick, 10 quả bom chùm CBU-100, ống phóng rocket, mìn biển và dòng bom công dụng chung Mark 80.
Trong chiến tranh Falkland vào năm 1982, Hawker Siddeley Nimrod của Không quân Anh được trang bị tên lửa AIM-9 Sidewinder để có thể tấn công bất kỳ máy bay tuần tra nào của Không quân Argentina nếu nó gặp phải.

## Hệ thống cảm biến

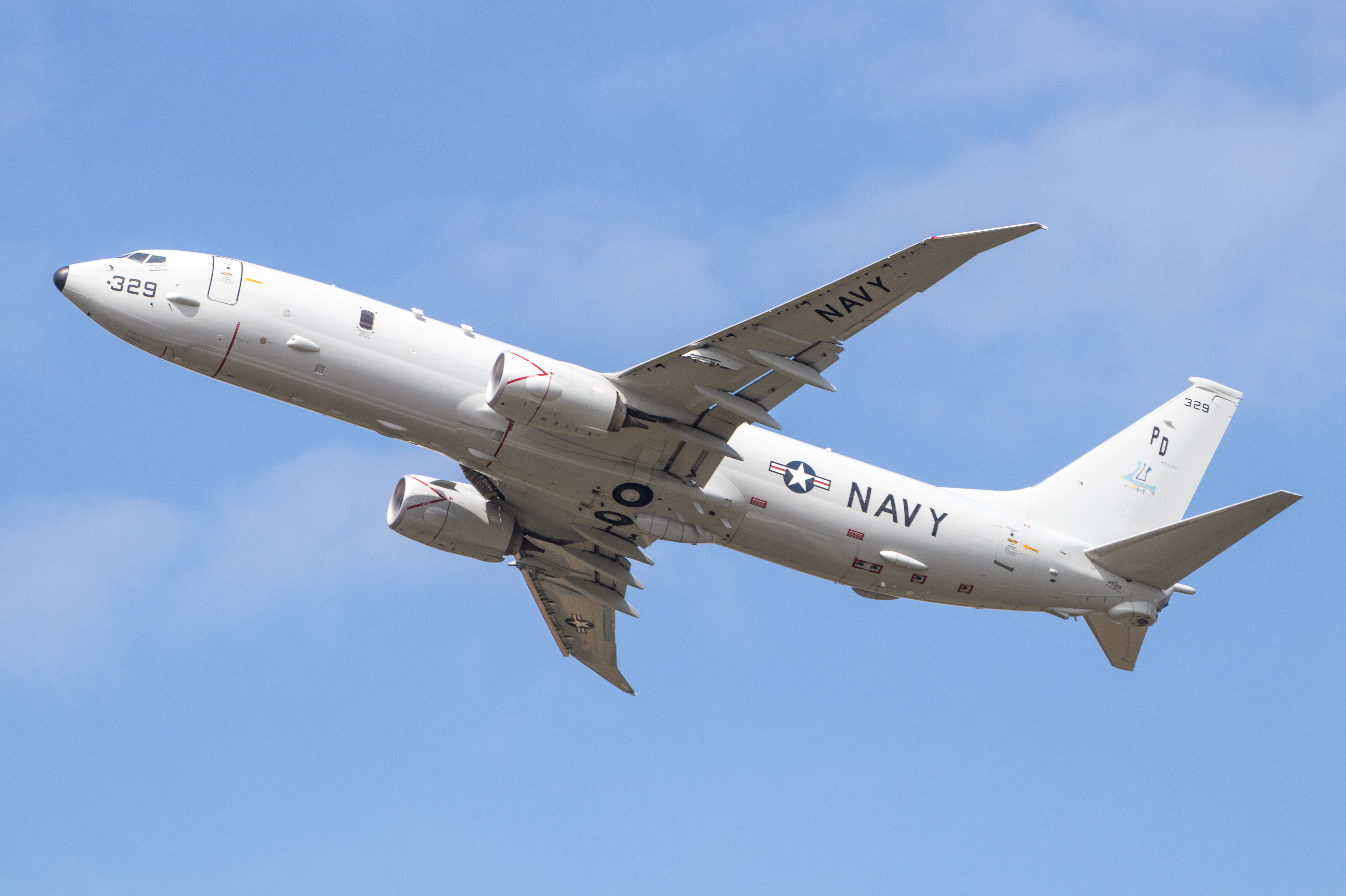
Máy bay hàng hải đời mới nhất hiện nay là P-8 Poseidon của Hải quân Mỹ

Máy bay tuần tra hàng hải thường được trang bị nhiều loại cảm biến gồm có:
- Radar để phát hiện tàu mặt nước đang di chuyển, và cũng có thể phát hiện ống thở hoặc kính tiềm vọng của tàu ngầm cũng như vệt sóng mà nó tạo ra trên mặt nước.
- Máy dò dị thường từ tính (MAD) để phát hiện sự nhiễu loạn từ trường tạo ra bởi vật liệu sắt từ trong thân tàu ngầm. Cảm biến MAD thường được gắn nhô ra ở phần đuôi, hoặc được kéo phía sau máy bay bằng dây cáp để giảm thiểu nhiễu từ gây ra bởi kim loại trên thân máy bay.
- Phao sonar - thiết bị phát/thu sóng sonar tự động, được thả xuống nước và truyền dữ liệu về máy bay để phân tích.
- Cảm biến tình báo tín hiệu điện tử (ELINT) để giám sát thông tin liên lạc và phát xạ radar.
- Camera hồng ngoại (còn gọi là FLIR đối với camera hồng ngoại nhìn về phía trước) để phát hiện dòng khí thải và các nguồn nhiệt khác, thiết bị này rất hữu ích trong việc theo dõi chuyển động của tàu thuyền và hoạt động đánh bắt hải sản.
- Kiểm tra trực quan bằng mắt thường của phi hành đoàn, trong một số trường hợp còn được hỗ trợ bằng đèn pha rọi hoặc pháo sáng.

Một máy bay tuần tra hàng hải quân sự hiện đại thường mang theo khoảng hơn mười thành viên phi hành đoàn, trong đó có cả phi hành đoàn cứu trợ để vận hành trang thiết bị một cách hiệu quả trong suốt 12 tiếng hoặc lâu hơn.